# Lista de filósofos da ciência
Esta é uma lista de filósofos da ciência.

## A–C
- Abner Shimony
- Adolf Grünbaum
- Alberto Magno
- Alexandre Koyré
- Alfred Jules Ayer
- Alfred North Whitehead
- Alhazen
- Alison Wylie
- Arthur Fine
- Arthur Pap
- Augusto Comte
- Bas van Fraassen
- Bonifaty Kedrov
- Boris Hessen
- Brian David Ellis
- C. D. Broad
- Carl Friedrich von Weizsäcker
- Carl Gustav Hempel
- Claus Emmeche
- Cristina Bicchieri

## D–G
- Daniel Dennett
- David Hull
- David Hume
- David N. Stamos
- David Papineau
- David Stenhouse
- David Stove
- Dominicus Gundissalinus
- Dominique Lecourt
- Don Ihde
- Edmund Husserl
- Edward Grant
- Edward Jones-Imhotep
- Edwin Arthur Burtt
- Elisabeth Lloyd
- Elliott Sober
- Empédocles
- Epicuro
- Ernest Nagel
- Ernst Mach
- Ervin László
- Evelyn Fox Keller
- Francis Bacon
- Frank P. Ramsey
- Friedrich Hayek
- Friedrich Kambartel
- Galileo Galilei
- Gaston Bachelard
- George Berkeley
- Georges Canguilhem
- Gerald Holton
- Gerd Buchdahl
- Gunther Stent

## H–L
- Hans Reichenbach
- Harvey Brown
- Helen Longino
- Henri Poincaré
- Henry Margenau
- Herbert Spencer
- Hilary Putnam
- Horace Romano Harré
- Hugo Dingler
- Ian Hacking
- Ilkka Niiniluoto
- Immanuel Kant
- Imre Lakatos
- Isaac Newton
- James R. Griesemer
- James Robert Brown
- Jean Cavaillès
- Jerome Ravetz
- Jerzy Giedymin
- Jesús Mosterín
- John Beatty
- John Dewey
- John Dupré
- John Earman
- John Gough
- John Stuart Mill
- Jules Vuillemin
- Karl Jaspers
- Karl Popper
- Kurt Riezler
- Kyle Stanford
- Larry Laudan
- Lindley Darden
- Louis Rougier
- Ludwik Fleck

## M–R
- Mariano Artigas
- Mario Bunge
- Mary Hesse
- Mary Tiles
- Matteo Campani-Alimenis
- Max Bense
- Max Black
- Michael Friedman
- Michael Polanyi
- Michael Ruse
- Michael Scriven
- Michel Bitbol
- Moritz Schlick
- Nancy Cartwright
- Neven Sesardic
- Niels Bohr
- Norwood Russell Hanson
- Otto Neurath
- Patrick Suppes
- Paul Feyerabend
- Paul Haeberlin
- Peter Lewis
- Peter Lipton
- Philip Kitcher
- Philip Mirowski
- Philipp Frank
- Phillip H. Wiebe
- Pierre Duhem
- R. B. Braithwaite
- Raimo Tuomela
- René Descartes
- Richard Boyd
- Richard Swinburne
- Robert Grosseteste
- Robert Kilwardby
- Roberto Torretti
- Robin O. Andreasen
- Roger Bacon
- Roger Penrose
- Ronald Giere
- Rudolf Carnap
- Rupert Read

## S–Z
- Sandra Mitchell
- Sherrilyn Roush
- Stephen Toulmin
- Steve Fuller
- Taketani Mitsuo
- Tomás de Aquino
- Thomas Nagel
- Thomas Samuel Kuhn
- Thucydides
- Vladimir Hütt
- Walter Dubislav
- Werner Heisenberg
- Wesley C. Salmon
- Wilhelm Windelband
- Wilhelm Wundt
- Willard Van Orman Quine
- William Newton-Smith
- William Whewell
- Wolfgang Smith
- Wolfgang Stegmüller
- Yoichiro Murakami